# Theridion nilgherinum
Theridion nilgherinum là một loài nhện trong họ Theridiidae.
Loài này thuộc chi Theridion. Theridion nilgherinum được Eugène Simon miêu tả năm 1905.